# Géographie des îles Vierges britanniques
Les îles Vierges britanniques sont un territoire britannique d'outre-mer faisant partie de l'archipel des îles Vierges à l'est de Porto Rico et qui regroupe la partie est de l'archipel. Le territoire est composé d'une quarantaine d'îles, dont 16 sont habitées.

## Généralités

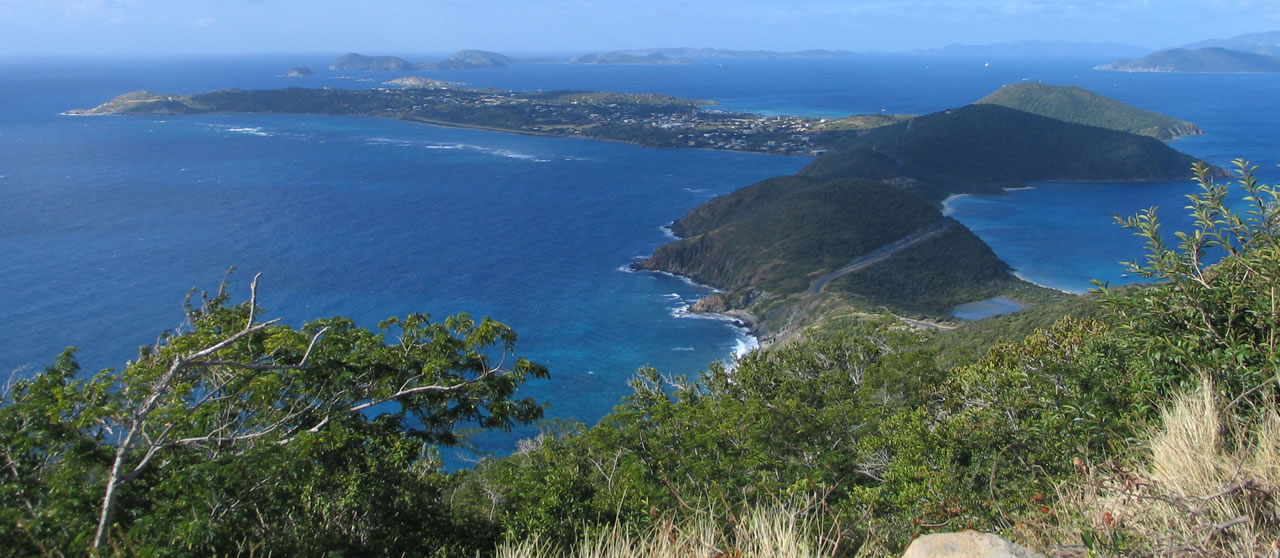
Vue depuis les airs de Virgin Gorda, deuxième plus grande île de l'archipel.

À l'exception de l'île d'Anegada, les îles Vierges britanniques sont d'origine volcanique et donc assez montagneuses avec des pentes abruptes. Le point le plus élevé est le mont Sage, qui culmine à 521 mètres. Le sol sur toutes les îles est assez pauvre, consistant la plupart du temps en terre grasse brune d'origine volcanique.
L'île d'Anegada est géologiquement distincte des autres îles, car il s'agit d'une île corallienne composée de calcaire.
La plus grande île du territoire est Tortola, qui fait environ 56 km2.

## Liste des îles Vierges britanniques
| Anegada                 | Beef Island          | Bellamy Cay            | Carvel Rock         |  |
| Cockroach Island        | Île de Cooper        | Dead Chest             | Eustatia Island     |  |
| Fallen Jerusalem Island | Frenchman's Cay      | George Dog Island      | Ginger Island       |  |
| Great Camanoe           | Great Dog Island     | Great Thatch           | Great Tobago Island |  |
| Green Cay               | Guana Island         | Jost Van Dyke          | Little Camanoe      |  |
| Little Jerusalem Island | Little Jost Van Dyke | Little Seal Dog Island | Little Thatch       |  |
| Little Tobago           | Marina Cay           | Mosquito Island        | Necker Island       |  |
| Norman Island           | Oyster Rocks         | Pelican Island         | Peter Island        |  |
| Prickly Pear Island     | Round Rock           | Saba Rock              | Salt Island         |  |
| Sandy Cay               | Sandy Spit           | Scrub Island           | Seal Dog Island     |  |
| Tortola                 | Virgin Gorda         | West Dog Island        |                     |  |

## Climat
Le climat des îles Vierges britanniques est subtropical avec une saison des pluies allant de mai à novembre. La pluie y tombe alors en averses courtes mais fortes. La pluviométrie est de l'ordre de 1 250 millimètres par an.
Les températures sont relativement stables, allant de 26 °C à 31 °C en été et de 20 °C à 28 °C en hiver. Les alizés soufflent constamment, du nord-est en hiver et du sud-est en été.
La saison des ouragans débute en juin et se termine en novembre.

## Parcs nationaux
Les îles Vierges britanniques abritent de nombreux parcs nationaux :
- Tortola :
  - Sage Mountain National Park
  - Mount Healthy National Park
- Virgin Gorda :
  - Gorda Peak National Park

## Sources
- (en) CIA World Factbook
- (en) A Country Study: Commonwealth of Caribbean Islands - Library of congress
- (en) www.escape-bvi.com